# Swadhinata KS
Swadhinata Krira Sangha ist ein professioneller Fußballverein aus Dhaka, Bangladesch. Aktuell spielt der Verein in der zweiten Liga des Landes, der Bangladesh Championship League.

## Stadion
Der Verein trägt seine Heimspiele im Muktijuddho Sriti Stadium in Rajshahi aus. Das Stadion hat ein Fassungsvermögen von 15.000 Personen

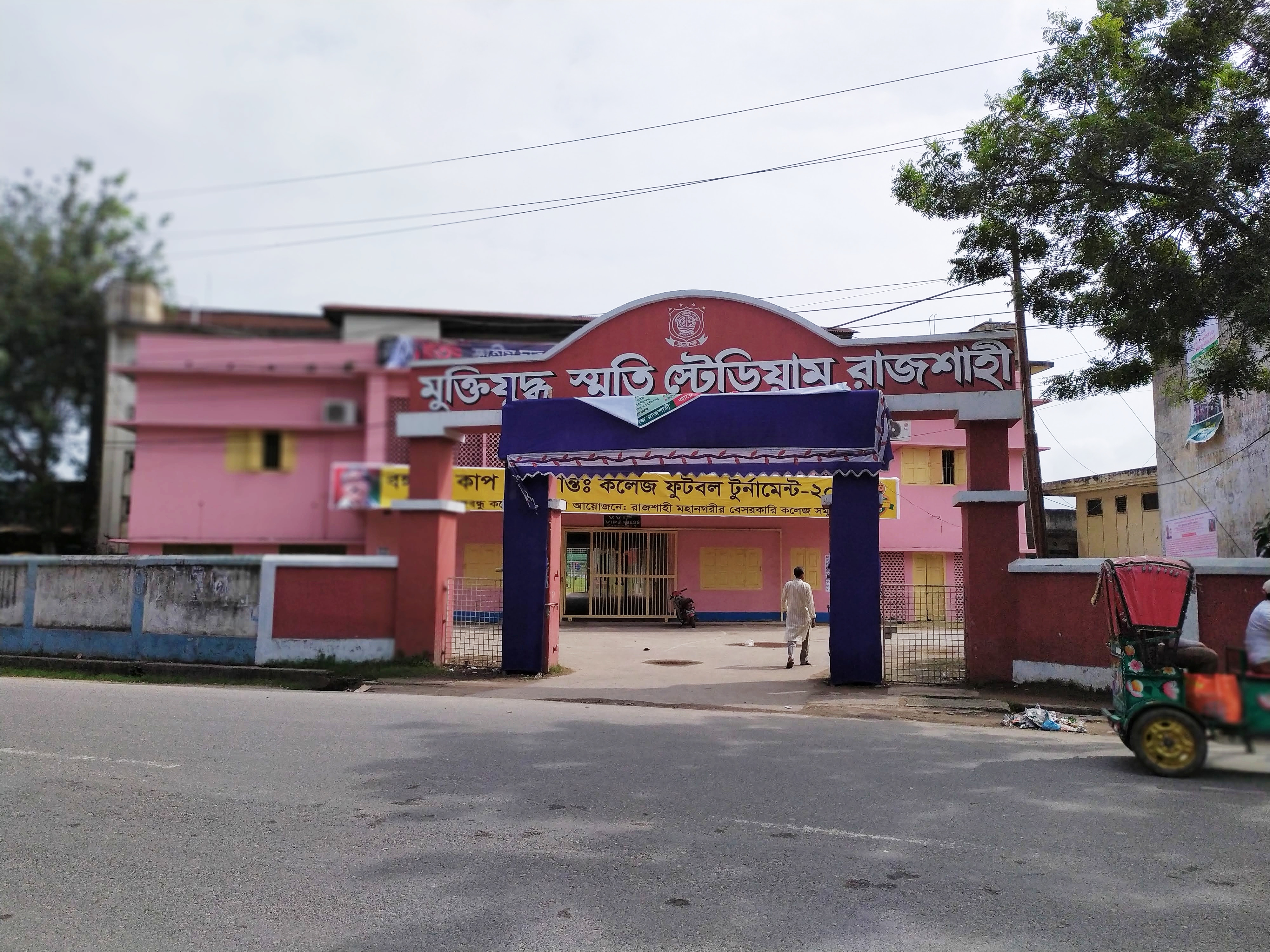
Muktijuddho Sriti Stadium

## Erfolge
- Bangladesh Championship League: 2020/21  ▲
- Dhaka League: 2017

## Trainerchronik
Stand: August 2022
| Trainer             | Nation      | von             | bis   |
| ------------------- | ----------- | --------------- | ----- |
| Masud Alam Jahangir | Bangladesch | 1. Februar 2021 | heute |